# Nikkō (monaco buddista giapponese)

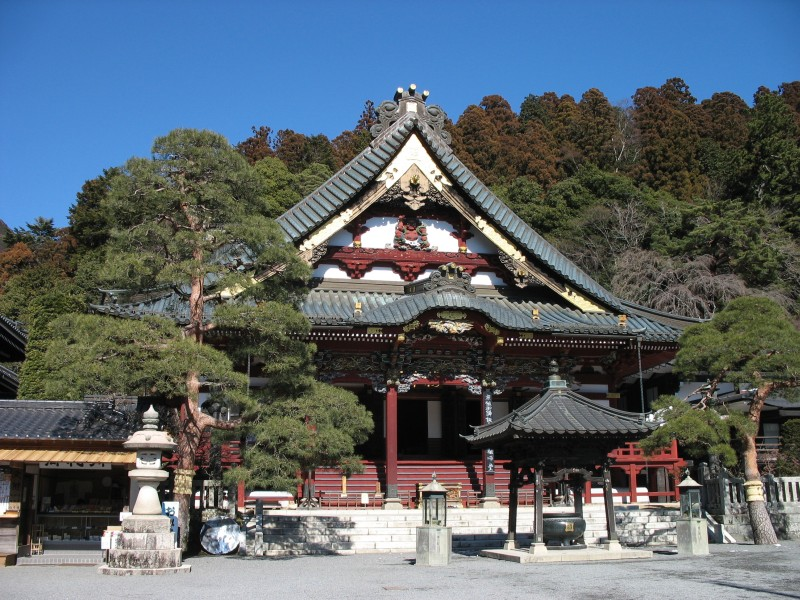
Il tempio buddista fondato da Nichiren, il Kuon-ji sul Monte Minobu nella prefettura di Yamanashi, in cui Nikkō ricoprì il ruolo di abate dal 1285 al 1289

Nikkō (日興, anche: Nikkō Shōnin; Kajikazawa, 8 marzo 1246 – Omosu, 7 febbraio 1333) è stato un monaco buddista giapponese Nichiren, fondatore della scuola Nichiren Shōshū.

## La vita e le opere
Byakuren Ajari Nikkō Shōnin nacque l'8 marzo 1246 a Kajikazawa nel distretto di Koma della Provincia di Kai, l'attuale prefettura di Yamanashi in Giappone.
Rimasto orfano del padre in tenera età, la madre si risposò e andò a vivere in un'altra famiglia, per cui fu cresciuto dal nonno materno.
A sette anni entrò nel tempio di scuola Tendai, lo Shijuku-in (四十九院), nella Provincia di Suruga, dove studiò tra l'altro letteratura Cinese e Giapponese, poesia e calligrafia.
Nel 1258, Nichiren visitò il tempio Jisso-ji (實相寺), che era strettamente affiliato con il Shijuku-in, per svolgere delle ricerche sul Sutra del Loto. Nikkō, allora dodicenne, conobbe Nichiren Daishonin ed ebbe la possibilità di servirlo. Fortemente colpito dalla nobiltà di carattere del maestro, divenne suo discepolo ricevendo il nome religioso di Hoki-bo Nikkō.
Meno di tre anni dopo, Nichiren scrisse una rimostranza al governo di Kamakura con il titolo di  Risshō Ankoku Ron (立正安国論, Assicurare la pace nel paese attraverso la propagazione del vero Buddismo, 1260). A seguito di questa protesta fu esiliato nella penisola di Izu. Venuto a sapere dell'esilio, Nikkō si diresse a piedi dal suo maestro, e da quel momento non lo lasciò mai, nemmeno quando fu nuovamente esiliato, sull'isola di Sado.
Nikkō si attivò subito per acquisire nuovi e numerosi proseliti per la nuova scuola buddista giapponese fondata da Nichiren, soprattutto nelle aree di Kai, Suruga, Izu e Totomi.
Secondo la tradizione della scuola Nichiren Shōshū (日蓮正宗), fondata da Nikkō, Nichiren nominò Nikkō come suo successore in due differenti documenti: il primo, denominato "Linfa vitale della Legge",  fu redatto sul Monte Minobu nel settembre del 1282; il secondo fu scritto nella residenza di Ikegami, il giorno stesso della sua morte, il 13 ottobre 1282.
In questo secondo documento, secondo la scuola buddista Nichiren Shōshū, Nichiren avrebbe affidato il tempio Kuon-ji (久遠寺)  sul Monte Minobu alla guida di Nikkō, nominandolo "Gran Maestro della propagazione" e suo legittimo successore.
Questa ricostruzione da parte della scuola buddista Nichiren Shōshū non è tuttavia riconosciuta come autentica da un'altra scuola, sempre del Buddismo Nichiren, la Nichiren-shū (日蓮宗), fondata da un altro discepolo di Nichiren, Nikō (日向, 1253-1314). E anche gli studiosi ritengono che i fatti siano andati altrimenti.
Secondo queste ricostruzioni storiche, Nichiren non avrebbe designato alcun successore al momento della sua morte, limitandosi ad affidare ai suoi sei discepoli più anziani la continuazione della sua opera e la cura del tempio da lui fondato, il Kuon-ji sul Monte Minobu. Ma mentre Nikkō e Nichiji già abitavano nei pressi di questo tempio, gli altri quattro discepoli non poterono raggiungere il monte perché costretti nella capitale Kamakura dal ministro della Guerra, Nagasaki Yoritsuna, fiero oppositore della scuola.
Nel 1285 Nikkō, dietro richiesta di Hakiri Sanenaga (波木井実長, 1222–97) signore della parte meridionale dell'attuale provincia di Kai dove aveva sede il tempio Kuon-ji e protettore della scuola, assunse l'incarico di abate del tempio. Raggiunto nel 1288 da Nikō, il quale era riuscito ad aggirare l'obbligo di permanere a Kamakura, ebbe presto con lui un duro scontro dottrinale. Il contendere fu determinato dal fatto che Sanenaga aveva offerto devozione ad una immagine del Buddha Śākyamuni. Secondo Nikkō il fatto che questa immagine non era affiancata dalle immagini dei quattro discepoli, lo indicava come Buddha storico e non come espressione del Buddha originario (eterno), e quindi una pratica non consentita dalla scuola. Per Nikō, invece, questa pratica non contraddiceva gli insegnamenti di Nichiren.
Hakiri Sanenaga si schierò con Nikō, obbligando Nikkō nel 1289 a lasciare il Kuon-ji. Lo scisma tra i due discepoli di Nichiren portò alla fondazione di due differenti scuole: la Nichiren-shū che ha in Nikō il fondatore e la Nichiren Shōshū (denominata originariamente come scuola Kōmon-ha, 興門派) che invece riserva a Nikkō questo ruolo.
Accompagnato dai suoi discepoli, tra cui il suo successore Nichimoku (日目, 1260-1333), Nikkō trasferì il Gohonzon e le ceneri di Nichiren nell'area del Fuji, fondando, nel 1290, a Oishi-ga-hara nella provincia di Suruga, un nuovo tempio, il Taiseki-ji (大石寺) su un terreno di proprietà di Nanjo Shichirojiro Tokimitsu (1259?-1332), signore della provincia di Fuji Ueno e suo seguace.
Nel 1292 Nikkō si trasferì nuovamente, in un eremo a Kitayama, che venne trasformato, nel 1298, in un tempio denominato Honmon-ji (本門寺). Nikkō ricoprì il ruolo di abate di questi due templi fino alla sua morte.
Morì serenamente il 7 febbraio del 1333, dopo aver trasmesso il lignaggio a Nichimoku. Ancora oggi, il 7 febbraio, al Taiseki-ji e negli altri templi della Nichiren Shōshū, viene celebrata la cerimonia di Koshi-e, in commemorazione della morte del fondatore Nikkō. Ogni anno, i monaci del Taiseki-ji si recano nei pressi del fiume Shojin per raccogliere l'erba peperina di cui Nikkō pare si nutrisse durante la sua vita austera. Queste piante, dalle foglie simili alle felci, vengono poi offerte assieme a tavolette memoriali per defunti ai Gohonzon del Tempio.
Secondo lo studioso Murano Senchu Nikkō non elaborò alcuna nuova dottrina rispetto a quelle impartite dal suo maestro: il ritenere Nichiren espressione del Buddha originario (o "Buddha eterno", giapp. 本佛 Honbutsu) e la proibizione di venerare comunque immagini sacre, come quella del Buddha Śākyamuni, ambedue caratteristiche dottrine della Nichiren Shōshū apparterrebbero, in realtà, a Nichiu (日有, 1409-1482), nono abate del Taiseki-ji, e ai suoi successori e «non si possono far risalire all'influenza di Nikkō».